# Randy Hillier
Randy George Hillier (* 30. März 1960 in Toronto, Ontario) ist ein ehemaliger kanadischer Eishockeyspieler und -trainer, der in seiner aktiven Zeit von 1977 bis 1993 unter anderem für die Boston Bruins, Pittsburgh Penguins, New York Islanders und Buffalo Sabres in der National Hockey League gespielt hat.

## Karriere
Randy Hillier begann seine Karriere als Eishockeyspieler bei den Sudbury Wolves, für die er von 1977 bis 1980 in der Juniorenliga der Ontario Hockey Association aktiv war. Anschließend wurde er im NHL Entry Draft 1980 in der fünften Runde als insgesamt 102. Spieler von den Boston Bruins ausgewählt. Die Saison 1980/81 verbrachte der Verteidiger zunächst bei Bostons Farmteam Springfield Indians in der American Hockey League, ehe er drei Jahre lang für die Boston Bruins in der National Hockey League auf dem Eis stand. Im zweiten Jahr im Bruins-Franchise war er zudem für deren neues AHL-Farmteam Erie Blades aktiv. 
Von 1984 bis 1991 spielte Hillier für die Pittsburgh Penguins, mit denen er in der Saison 1990/91 den prestigeträchtigen Stanley Cup gewann. In seinem zweiten Jahr bei den Penguins stand er zudem parallel in acht Spielen für deren AHL-Farmteam Baltimore Skipjacks auf dem Eis. Die Saison 1991/92 begann der Kanadier bei den New York Islanders in der NHL und beendete sie bei deren Ligarivalen Buffalo Sabres. Zudem absolvierte er sechs Spiele für die San Diego Gulls aus der International Hockey League. Seine aktive Karriere beendete er im Anschluss an die Saison 1992/93, die er beim Klagenfurter AC in der Österreichischen Bundesliga verbracht hatte. 
In der Saison 1997/98 sowie von 2001 bis 2006 war Hillier Assistenztrainer bei seinem Ex-Team Pittsburgh Penguins in der National Hockey League. 

## Erfolge und Auszeichnungen
- 1991 Stanley-Cup-Gewinn mit den Pittsburgh Penguins